# 2016-os közép-olaszországi földrengés
A 2016-os közép-olaszországi földrengés 2016. augusztus 24-én következett be Olaszország középső részén, helyi idő szerint 3:36-kor, erőssége a Richter-skálán 6,2-es volt. A RAI állami televízió első bejelentése szerint a rengés epicentruma Lazio és Umbria régió határvidékén lehetett, Perugiától 75 kilométerre délkeletre. Rómában és Nápolyban is lehetett érezni a földmozgást. A fő rengést fél nap alatt mintegy 150 utórengés követte, melyek közül a legerősebb hajnali fél öt körül pattant ki, epicentruma Norcia és Castellucci városa közelébe esett, s a Richter-skálán 5,5-es erősségű volt.
A földrengés következtében legalább 291-en meghaltak, 388-an megsérültek és százas nagyságrendű az eltűntek száma. 215 embert tudott élve kimenteni a romok alól a tűzoltóság (Vigili del fuoco), 23-ukat a hegyi mentőszolgálat (Soccorso alpino).

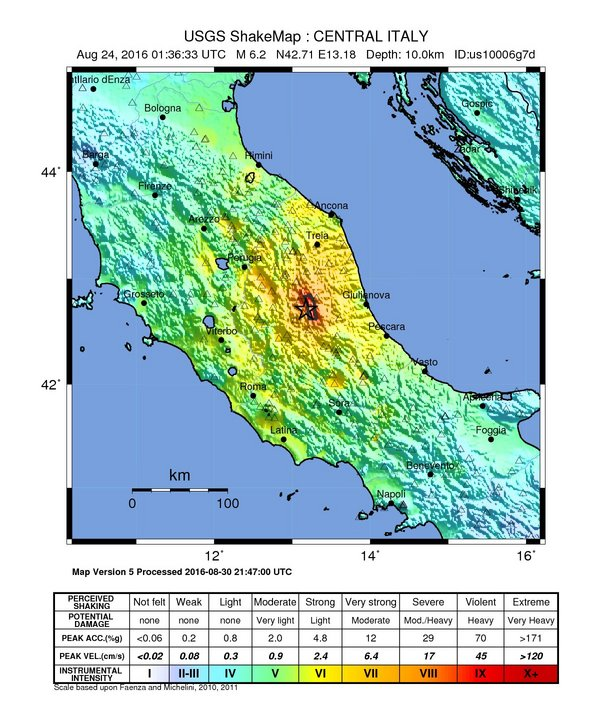
A földrengés kiterjedése

Halálos áldozatokat jelentettek Accumoli, Amatrice, Ascoli Piceno, Arquata del Tronto és Pescara del Tronto településekről. A hegyvidéki Gran Sasso természetvédelmi területen fekvő Amatrice kisváros épületeinek több mint fele romba dőlt, központi sétálóutcája megsemmisült, a településre vezető utak is erősen megrongálódtak.
A rieti főügyész vizsgálatot indított a nemrégiben „földrengésálló minőségben felhúzott”, több tucatnyi összedőlt középület építőivel szemben.